# Eustachy Erazm Sanguszko

Stemma Sanguszko

Il principe Eustachy Erazm Sanguszko (Radzyń Podlaski, 26 ottobre 1768 – Slavuta, 2 dicembre 1844) è stato un generale e storico polacco.

## Biografia
Apparteneva ad una famiglia della szlachta, l'alta aristocrazia magnatizia polacca, Eustachy Erazm era il figlio di Hieronim Janusz Sanguszko, e di sua moglie, Cecylia Urszula Potocka, sorella di Roman Ignacy Potocki, crescendo in un ambiente colto e liberale in casa della nonna.

## Carriera
Frequentò la scuola militare di Strasburgo e prestò servizio nel Régiment Royal-Allemand cavalerie insieme a Stanisław Mokronowski. Il 3 febbraio 1789, come capitano, prese servizio nell'esercito della corona nell'8ª brigata di cavalleria nazionale. Il 5 ottobre 1789 fu promosso a maggiore, il 28 aprile 1792 a vice brigadiere e il 29 luglio 1792 a brigadiere. Divenne membro del Sejm per la provincia di Lublino nel 1788, dove appoggiò concitatamente le nuove riforme agrarie e sociali, votando a favore della costituzione del 3 maggio.
Durante la guerra russo-polacca del 1792 si distinse come comandante di un reggimento di cavalleria in Samogizia e partecipò alla battaglia di Zielencé; deluso dalla spartizione della Polonia, si arruolò come volontario nelle armate di Kościuszko e divenne celebre per aver salvato la vita allo stesso durante la battaglia di Szczekociny; fu promosso colonnello sul campo.
Catturato dai russi, fu imprigionato per tre anni nella fortezza di Trakai, in Livonia, dove era prigioniero e morì anche il generale Ogiński, e a causa di un fallito tentativo di evasione fu condannato a due mesi di lavori forzati ad Orenburg. Amnistiato da Alessandro I, fu esiliato in Francia, dove fu inglobato nello stato maggiore di Napoleone I, si distinse durante la campagna d'Italia a Marengo e successivamente nelle le guerre contro l'Austria a Wagram e Austerlitz.
Quando i francesi entrarono a Varsavia e costituirono il Ducato di Varsavia, il principe Sanguszko fu promosso brigadiere generale e viceré del regno; Sanguszko partecipò attivamente alla campagna di Russia e venne ferito a Borodino. Comandò il primo corpo d'armata che attraversò la Beresina indenne e fu vice di Józef Antoni Poniatowski, un suo vecchio amico, durante la campagna di Sassonia del 1813.
Quando Napoleone fu esiliato all'Isola d'Elba, Sanguszko, che era un difensore delle idee monarchiche, più che un rivoluzionario, trovandosi a suo agio nel regime filo-liberale di Luigi XVIII continuò a servire la Francia, per poi ritornare in Polonia nel 1817, dove fu nominato voivoda di Volinia e pubblicò un voluminoso libro di memorie, intitolato appunto "Memorie", di grande interesse storico e molto affidabile e realistico per ricostruire con cura la storia militare delle campagne napoleoniche.
Massone, nel 1820 è membro della loggia "Bracia Zjednoczeni".

## Matrimonio
Nel 1798 sposò Klementyna Czartoryska (1780–1852), figlia di Józef Klemens Czartoryski. Ebbero tre figli:
- Dorota (1799–1821), sposò Karol Sanguszko, non ebbero figli;
- Roman Stanisław Sanguszko (1800–1881), sposò Natalia Potocka, ebbero una figlia;
- Władysław Hieronim Sanguszko (1803–1870), sposò Izabela Maria Lubomirska, ebbero cinque figli.